# Skønheden og udyret
 For alternative betydninger, se Skønheden og udyret (flertydig). (Se også artikler, som begynder med Skønheden og udyret)
Skønheden og udyret var oprindeligt et fransk folkeeventyr (La belle et la bête), udgivet første gang af Madame Gabrielle-Suzanne Barbot de Villeneuve i La jeune ameriquaine, et les contes marins i 1740.

## Handling
Skønhedens far må i en storm søge ly i et tilsyneladende forladt slot. Da han rejser derfra plukker han en rose til sin datter. et frygteligt udyr, bliver rasende over dette og kaster faderen i fangehullet. Faderen beder om han må se sin familie igen, han får lov at rejse hvis en af hans døtre vil tage hans plads i stedet. Skønheden tager faderens plads og rejser til slottet, hvor hun i stedet for at blive kastet i fangehullet bliver behandlet godt. Da hun beder om at se sin far en sidste gang får hun lov til at rejse, hvis hun lover at vende tilbage efter en uge. Men skønheden vender tilbage for sent og finder udyret næsten død af længsel efter hende. Da hun fortvivlet beder udyret om at vågne og gifte sig med hende, forvandles udyret til en ung prins. Han var blevet forhekset til et udyr, og hans eneste håb om udfrielse af forbandelsen var hvis han kunne finde en pige, der elskede ham trods hans frygtindgydende udseende.

## Moderne versioner
Fortællingen er senere blevet filmatiseret og dramatiseret.

### Film
Den bedst kendte filmatisering af eventyret var i et halvt århundrede Jean Cocteaus Skønheden og udyret (La belle et la bête) fra 1946, med Josette Day som Belle og Jean Marais som Prinsen/Udyret. Filmen er berømt for sin poetiske, magiske stemning, især på det forheksede slot, hvor lysestager etc. er levende. Philip Glass har komponeret en opera beregnet til at blive hørt, mens man ser filmens billedside (altså uden dens lydspor).
Disneys succesrige tegnefilmsmusical Skønheden og udyret (Beauty and the Beast, 1991) er nærmest en genindspilning af Jean Cocteaus film, blot tilføjet en mængde Disney-humor, Broadway-sange og Hollywood-ramasjang.
Den 16. marts 2017 har en ny filmatisering af filmen premiere i Tyskland og Danmark - 17. marts 2017 i USA. Denne film er med Emma Watson som Belle og Dan Stevens som Udyret. Det er stadig Disney, som bag denne film Skønheden og udyret (film fra 2017).

### Tv
Beauty and the Beast (1987-1990) var en tv-serie skabt af Ron Koslow, med Linda Hamilton som Assistant District Attourney Catherine Chandler, og Ron Perlman som den poetiske løvemand Vincent, der leder et samfund af udstødte væsner skjult under New York. Det romantiske forhold mellem de to hovedpersoner tiltrak et stort publikum af unge teenagepiger.

### Teater
Disneys tegnefilmsudgave af fortællingen er også blevet opført som teatermusical, bl.a. i Danmark af Det Ny Teater og blev opført i 2008 i Herning Kongrescenter med Trine Jepsen som Belle.